# Pierre Danet
Pour les articles homonymes, voir Danet.
L'abbé Pierre Danet est un philologue français né à Paris vers 1650, mort en 1709.

## Biographie
Il était curé de l'église Sainte-Croix de la Cité à Paris. 
Il est l'auteur de :
- Dictionnaires français-latin (1685) et latin-français (1691), composés pour l'usage du dauphin, et qui eurent longtemps cours dans les écoles.

On lui doit aussi :
- une édition de Phèdre
- Ad usum Delphini, 1675
- des Racines latines, 1677
- un Dictionnaire d'antiquités grecques et romaines (en latin), 1698.

## Source
Cet article comprend des extraits du Dictionnaire Bouillet. Il est possible de supprimer cette indication, si le texte reflète le savoir actuel sur ce thème, si les sources sont citées, s'il satisfait aux exigences linguistiques actuelles et s'il ne contient pas de propos qui vont à l'encontre des règles de neutralité de Wikipédia.